# Версхурен, Денис
Денис Версхурен (нидерл. Denis Verschueren; 11 февраля 1897, коммуна Берлар, провинция Антверпен, Бельгия — 18 апреля 1954,  Лир, Бельгия) — бельгийский профессиональный шоссейный велогонщик в 1923-1939 годах.  Победитель многодневной велогонки Тур Бельгии (1925), однодневных велогонок: Париж — Тур (1925, 1928), Тур Фландрии (1926), Париж — Брюссель (1926), Схелдепрейс (1930).

## Достижения
1923
3-й Схелдепрейс
7-й Тур Бельгии — Генеральная классификация
10-й Тур Фландрии
1924
2-й Схелдепрейс
2-й Circuit des villes d'eaux d'Auvergne
3-й Чемпионат Бельгии - Групповая гонка
5-й Льеж — Бастонь — Льеж
7-й Париж — Рубе
7-й Тур Фландрии
1925
1-й Париж — Тур
1-й Тур Бельгии — Генеральная классификация
1-й — Этапы 1, 2 и 3
2-й Схал Селс
3-й Чемпионат Бельгии - Групповая гонка
7-й Париж — Рубе
1926
1-й Тур Фландрии
1-й Париж — Брюссель
1-й Париж — Лонгви
1-й Prix Goullet-Fogler
3-й Circuit de Paris
1927
1-й Circuit de la Vienne
2-й Париж — Лонгви
1928
1-й Париж — Тур
3-й GP Wolber
1930
1-й Схелдепрейс
1931
3-й Схелдепрейс
1932
2-й Схелдепрейс

## Статистика выступлений

### Гранд-туры
| Гранд-тур      | 1928 |
| -------------- | ---- |
| Джиро д’Италия | —    |
| Тур де Франс   | НФ   |

| —  | Не участвовал  |
| НФ | Не финишировал |